# 勃兰登堡藩侯
1138年，神圣罗马帝国皇帝洛泰尔二世为了向易北河以东扩展势力，抵御斯拉夫人西侵，建立了勃兰登堡马克（边防区）。以下是勃兰登堡藩侯名单。
| 阿斯坎尼王朝 | | | | | |
| 姓名 | 姓名 | 統治時間 | 統治時間 | 備註 | 備註 |
| 阿尔布雷希特一世 | 阿尔布雷希特一世 | 1157年 - 1170年 | 1157年 - 1170年 | 綽號"熊" | 綽號"熊" |
| 奧托一世 | 奧托一世 | 1170年 - 1184年 | 1170年 - 1184年 | 阿爾布雷希特長子 | 阿爾布雷希特長子 |
| 奧托二世 | 奧托二世 | 1184年 - 1205年 | 1184年 - 1205年 | 奧托一世長子 | 奧托一世長子 |
| 阿爾布雷希特二世 | 阿爾布雷希特二世 | 1205年 - 1220年 | 1205年 - 1220年 | 奧托一世幼子，奧托二世同父異母之弟                                                                                                   | 奧托一世幼子，奧托二世同父異母之弟                                                                                                   |
| 約翰一世 奧托三世 | 約翰一世 奧托三世 | 1220年 - 1266年 1220年 - 1267年                                                                                            | 1220年 - 1266年 1220年 - 1267年 | 阿爾布雷希特二世長子及次子，兄弟共治                                                                                                 | 阿爾布雷希特二世長子及次子，兄弟共治                                                                                                 |
| 1266年至1319年，勃蘭登堡由勃蘭登堡-施滕达尔和勃蘭登堡-萨尔茨韦德尔兩個支系一起統治，兩系共享勃蘭登堡藩侯                   | | | | | |
| 勃蘭登堡-施滕达尔 | 勃蘭登堡-施滕达尔 | 勃蘭登堡-施滕达尔 | 勃蘭登堡-萨尔茨韦德尔 | 勃蘭登堡-萨尔茨韦德尔 | 勃蘭登堡-萨尔茨韦德尔 |
| 共治者，約翰一世之子 約翰二世，1266年 - 1282年 康拉德，1266年 - 1304年 奧托四世，1266年 - 1308年 亨利一世，1266年 - 1318年 | 共治者，約翰一世之子 約翰二世，1266年 - 1282年 康拉德，1266年 - 1304年 奧托四世，1266年 - 1308年 亨利一世，1266年 - 1318年 | 共治者，約翰一世之子 約翰二世，1266年 - 1282年 康拉德，1266年 - 1304年 奧托四世，1266年 - 1308年 亨利一世，1266年 - 1318年 | 共治者，奧托三世之子 約翰三世，1267年 - 1268年 奧托五世，1267年 - 1298年 奧托六世，1267年 - 1291年 阿爾布雷希特三世，1267年 - 1300年 | 共治者，奧托三世之子 約翰三世，1267年 - 1268年 奧托五世，1267年 - 1298年 奧托六世，1267年 - 1291年 阿爾布雷希特三世，1267年 - 1300年 | 共治者，奧托三世之子 約翰三世，1267年 - 1268年 奧托五世，1267年 - 1298年 奧托六世，1267年 - 1291年 阿爾布雷希特三世，1267年 - 1300年 |
| 共治者 瓦爾德馬，1308年 - 1319年，康拉德第三子 亨利二世，1319年 - 1320年，亨利一世之子                                     | 共治者 瓦爾德馬，1308年 - 1319年，康拉德第三子 亨利二世，1319年 - 1320年，亨利一世之子                                     | 共治者 瓦爾德馬，1308年 - 1319年，康拉德第三子 亨利二世，1319年 - 1320年，亨利一世之子                                     | 共治者 赫爾曼，1298年 - 1308年 約翰五世，1308年 - 1317年                                                                             | 共治者 赫爾曼，1298年 - 1308年 約翰五世，1308年 - 1317年                                                                             | 共治者 赫爾曼，1298年 - 1308年 約翰五世，1308年 - 1317年                                                                             |
| 1320年，阿斯坎尼家族絕嗣，勃蘭登堡由羅馬人民的國王路易接管，路易將勃蘭登堡授予長子路易                                     | | | | | |
| 维特尔斯巴赫王朝 | | | | | |
| 姓名 | 姓名 | 統治時間 | 統治時間 | 備註 | 備註 |
| 路易一世 （勃蘭登堡人） | 路易一世 （勃蘭登堡人） | 1323年 - 1351年 | 1323年 - 1351年 | 亨利二世表弟，皇帝路易四世長子 | 亨利二世表弟，皇帝路易四世長子 |

1355年，勃兰登堡被神圣罗马帝国皇帝查理四世升为选侯国。